# Edward Sell
Edward B. Sell (ur. 17 lipca 1942, zm. 5 lutego 2014 w Lakeland) – amerykański mistrz taekwondo. Posiadał najwyższy stopień spośród adeptów tej sztuki walki niepochodzących z Azji. Był uznanym na całym świecie instruktorem taekwondo. Reprezentantował szkołę Taekwondo Chung Do Kwan (w transkrypcji McCune'a-Reischauera: Chongdokwan – „Szkoła błękitnej fali”).

## Życiorys
Edward Sell pochodzi z Michigan. W latach 1960–1967 był instruktorem policyjnej taktyki walki. Sell po raz pierwszy zapoznał się z koreańską sztuką walki w Korei jako oficer sił powietrznych USA (USAF) w 1961 w bazie Osan. Jego instruktorzy, którzy doprowadzili go do 1 dana, to Myong Kil Kim i Tae Sung Yi, wówczas posiadacze 3 dana. W roku 1963 został pierwszym Amerykaninem, któremu pozwolono uczestniczyć w Narodowych Mistrzostwach Korei, a w 1966 jako pierwszy Amerykanin otrzymał Certyfikat Zasług w Taekwondo (Taekwondo Certificate of Merit) od Koreańskiego Związku Taekwondo (Korea Taekwondo Association) za wybitny wkład w promocję taekwondo w siłach zbrojnych Stanów Zjednoczonych.
Po opuszczeniu armii, w 1967 roku Sell (wówczas mając stopień 4 dan) wrócił do USA i otworzył szkoły taekwondo Chung Do Kwan na Florydzie i w Trenton, w stanie Michigan. Tego samego roku założył Korean Tae Kwon Do Association of America. Ten związek następnie stał się Korean Tae Kwon Do Association of America and Canada.
W 1969 Sell opracował system przyznawania dyplomów stopni instruktorskich. W 1972 jako pierwszy Amerykanin został nagrodzony przez WTF stanowiskiem mistrza międzynarodowego (international master).
W roku 1973 był trenerem amerykańskiej drużyny na I Mistrzostwach Świata w Taekwondo w Korei. Jego uczeń i brat, Ray Sell, zdobył wówczas brązowy medal. W 1974 jako pierwszy Amerykanin otrzymał Międzynarodowy Certyfikat Sędziowski (International Referee Certification). W roku 1975 (według innych źródeł 1977) nazwa Korean Tae Kwon Do Association of America and Canada uległa zmianie na United States Chung Do Kwan Association (USCDKA) obecnie usankcjonowany przez Światową Federację Taekwondo (World Taekwondo Federation).
W 1976 był Międzynarodowym Sędzią na I Igrzyskach Światowych (World Games) w Seulu. W 1981 założył The Sell Team czyli International Christian Demonstration Team. W 1988 pełnił funkcję w Public Relations Committee na Igrzyskach Olimpijskich w Seulu.
Na początku roku 1989 doszło do rozłamu w USCDKA. Wydzieliła się United Chung Do Kwan Association (UCDKA). Jej przewodniczącym został Jeffrey Holsing. Pierwsze spotkanie organizacyjne UCDKA odbyło się 4 czerwca 1989 w Brookings w Dakocie Południowej. Pod auspicjami USCDKA, Holsing trenował u Jonathana C. Henkel na Uniwersytecie Stanowym Południowej Dakoty (SDSU). Henkel posiada obecnie 6 dan, 1 dana otrzymał 9 grudnia 1973 w Kukkiwonie. Większość aspektów organizacji, tradycji i struktury UCDKA była identyczna z USCDKA, gdyż obie reprezentowały Chung Do Kwan, i pierwsi mistrzowie UCDKA byli uczniami Sella. Między rzeczami, które przejęto z USCDKA były: naszywki na dobokach, nazwisko adepta po koreańsku i angielsku, wygląd naszywki instruktorskiej i kolory pasów stopni kup. Warto zauważyć, że prócz tych organizacji jest jeszcze Chung Do Kwan International, Inc., którą kieruje Sung Jae Park.
W 1997 otrzymał 9 dan od World Chung Do Kwan a w 2001 roku, 9 dan od World Taekwondo Federation. Był pierwszym mistrzem spoza Korei, który otrzymał tak wysoki stopień.

## Działalność
Sell, który obecnie prowadzi ok. 120 szkół w 32 stanach, znacznie się przyczynił do rozwoju taekwondo w Stanach Zjednoczonych. Jest założycielem i prezydentem jednej z najstarszych organizacji taekwondo na świecie: United States Chung Do Kwan Association. Obecnie ma ponad 100 uczniów – posiadaczy czarnych pasów od 4 do 7 dana. Wypromował ponad 5000 adeptów z czarnymi pasami w swojej karierze. Wielką popularność na całym świecie przyniosły mu pokazy taekwondo, a w szczególności rozbicia cegieł i betonu. Dwa razy pojawił się na okładce TaeKwonDo Times (w 1988 – wydanie grudniowe i w 1997).
Wraz z małżonką, Brendą J. Sell (7. dan), założył międzynarodową Chrześcijańską Drużynę Pokazową Czarnych Pasów (Christian Black Belt Demonstration Team), zwaną Drużyną Sella. Od Pentagonu otrzymali za zadanie występować w amerykańskich obiektach militarnych na całym świecie. Występują także w kościołach i szkołach publicznych używając taekwondo do przekazu inspirujących wiadomości zachęcających i motywujących ludzi w każdym wieku, by "byli wszystkim, czym mogą być". Jego cel w życiu to zachęcić ludzi, by byli silni na umyśle, ciele i duchu. Poświęcenia Sella dla taekwondo wpłynęło na jego rodzinę i jej członkowie mają oficjalne stopnie mistrzowskie: żona siódmy, synowie piąty i szósty. Edward Sell twierdzi, że taekwondo przynosi harmonię w rodzinie i pomaga młodym ludziom oprzeć się negatywnym siłom w społeczeństwie, takim jak narkotyki.
Edward Sell napisał pierwszy amerykański podręcznik do treningu taekwondo. Wraz z małżonką napisał jeden z najlepiej sprzedających się podręczników Forces of Taekwondo. Do chwili obecnej pojawiło się 10 poprawionych wydań.
W dwóch podręcznikach wydanych przez USCDKA, formy są nazywane „kata”, a Tae'kuk Il Chong jest tą samą formą, co pierwszy układ Taikyoku w Karate Shotokan. W 1979, w USCDKA nauczano form Palgwe, ale w 1987 roku zostały one zastąpione przez formy Taeguek. W książce trzeciej, Sell wprowadził koreańskie terminy hyung i poomse na określenie form na równi z kata. Od 1987 japońsko-okinawski termin „kata” zniknął, a zastąpiło go słowo „poomse”. To stopniowe usuwanie japońsko-okinawskich terminów i wpływów z taekwondo jest zrozumiałym wysiłkiem, aby podkreślić naturę taekwondo jako koreańskiej sztuki walki i otrzymać koreańskie uznanie dla amerykańskiego związku i jego instruktorów.